# Rogowiec (góra)
Rogowiec – szczyt o wysokości 870 m n.p.m. w południowo-zachodniej Polsce, w Sudetach Środkowych, w Górach Kamiennych, w paśmie Gór Suchych.
Góra położona jest około 3,3 km na południowy zachód od granic miejscowości Głuszyca, w środkowo-północnej części masywu Gór Suchych, po północno-wschodniej stronie od Waligóry.
Góra stożkowata i skalista. Zbocza  strome i pocięte małymi, lecz głębokimi dolinkami, oraz usiane malowniczymi skałkami. Na wschodnich i północno-wschodnich zboczach dawne osuwiska.
Góra wraz z sąsiadującymi skałkami Skalne Bramy, zbudowana jest z permskich melafirów (trachybazaltów), należących do północnego skrzydła niecki śródsudeckiej.
Szczyt zwieńczony ruinami zamku Rogowiec.
Góra porośnięta lasem mieszanym bukowo–świerkowym regla dolnego.
Leży na obszarze Parku Krajobrazowego Sudetów Wałbrzyskich.

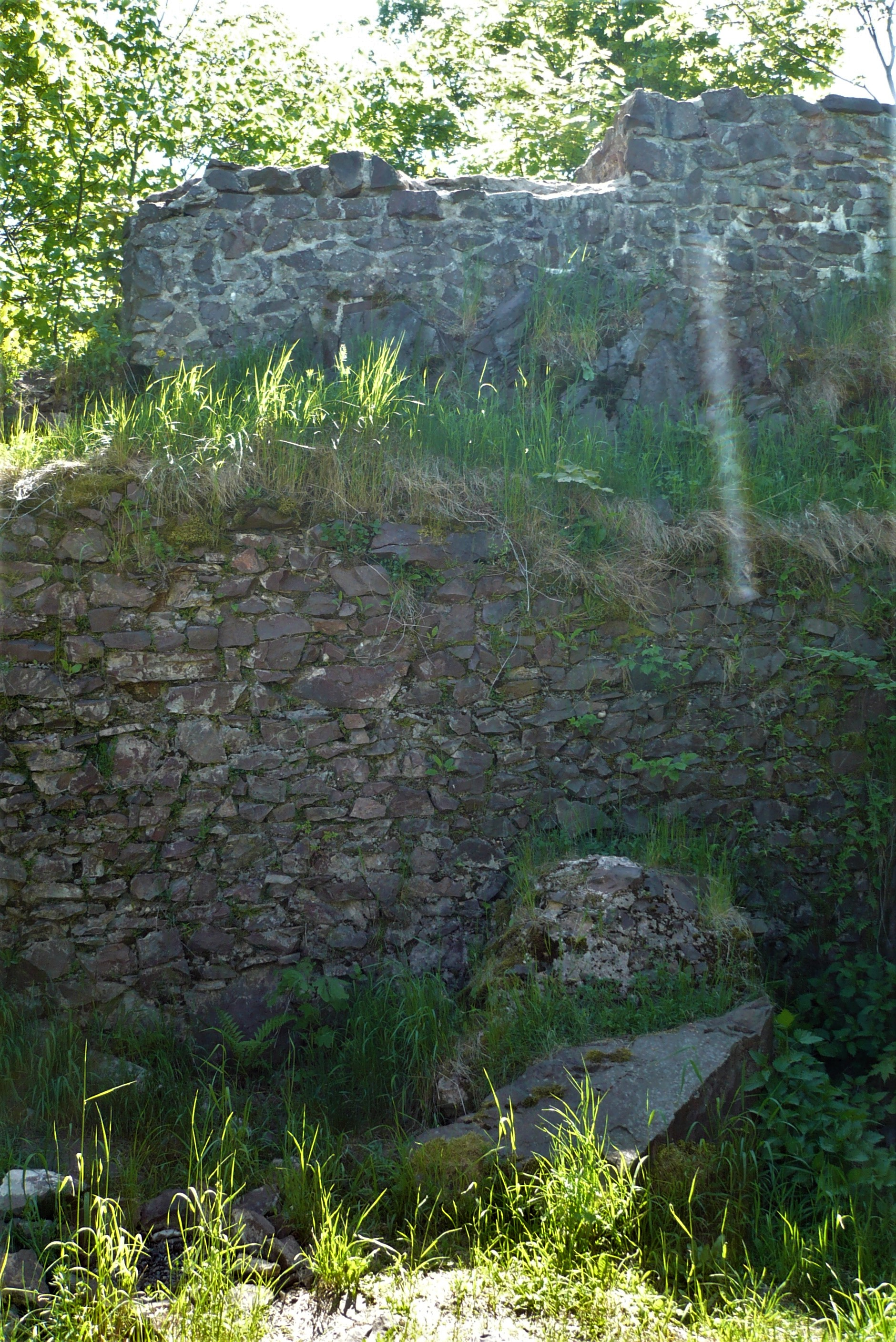
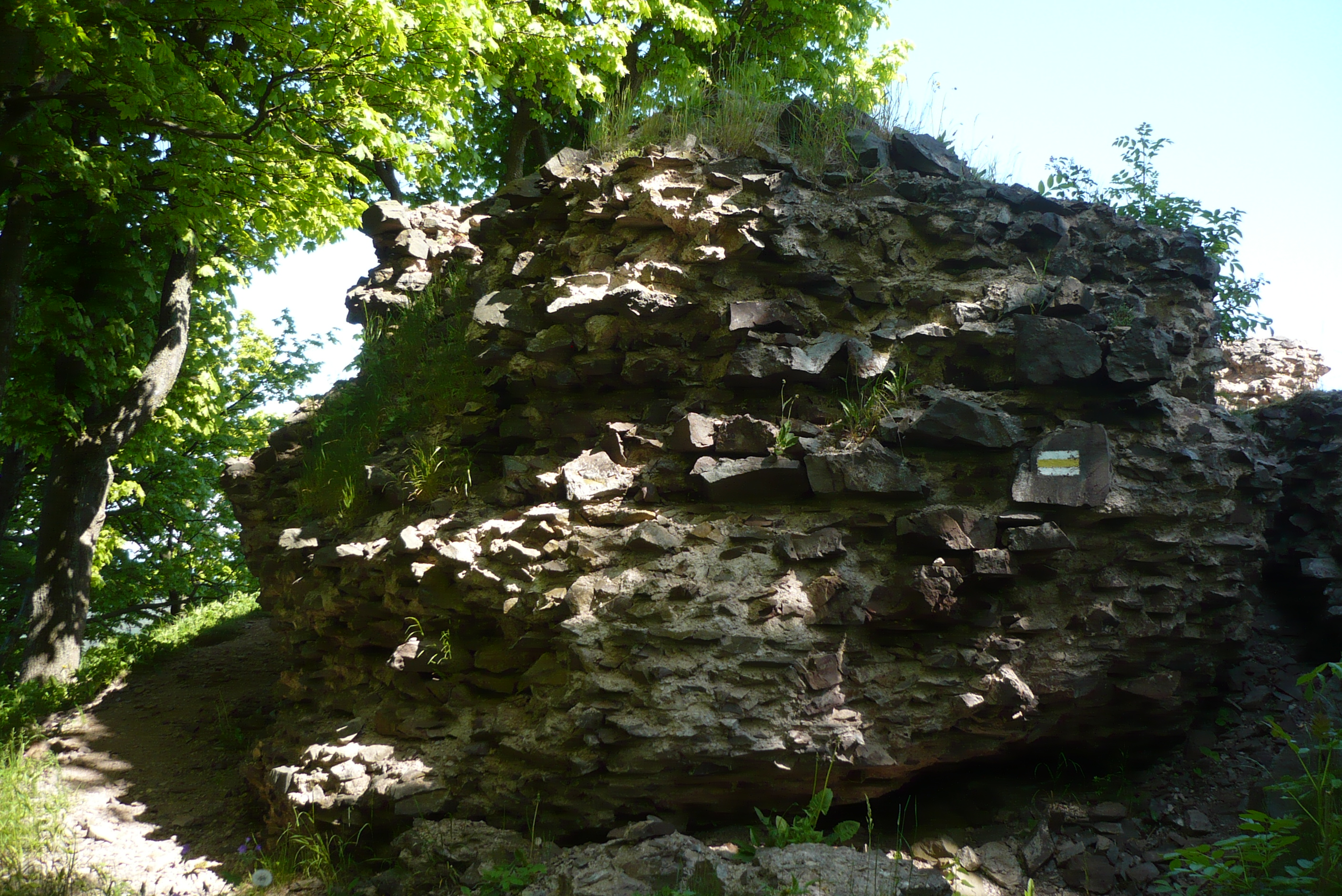
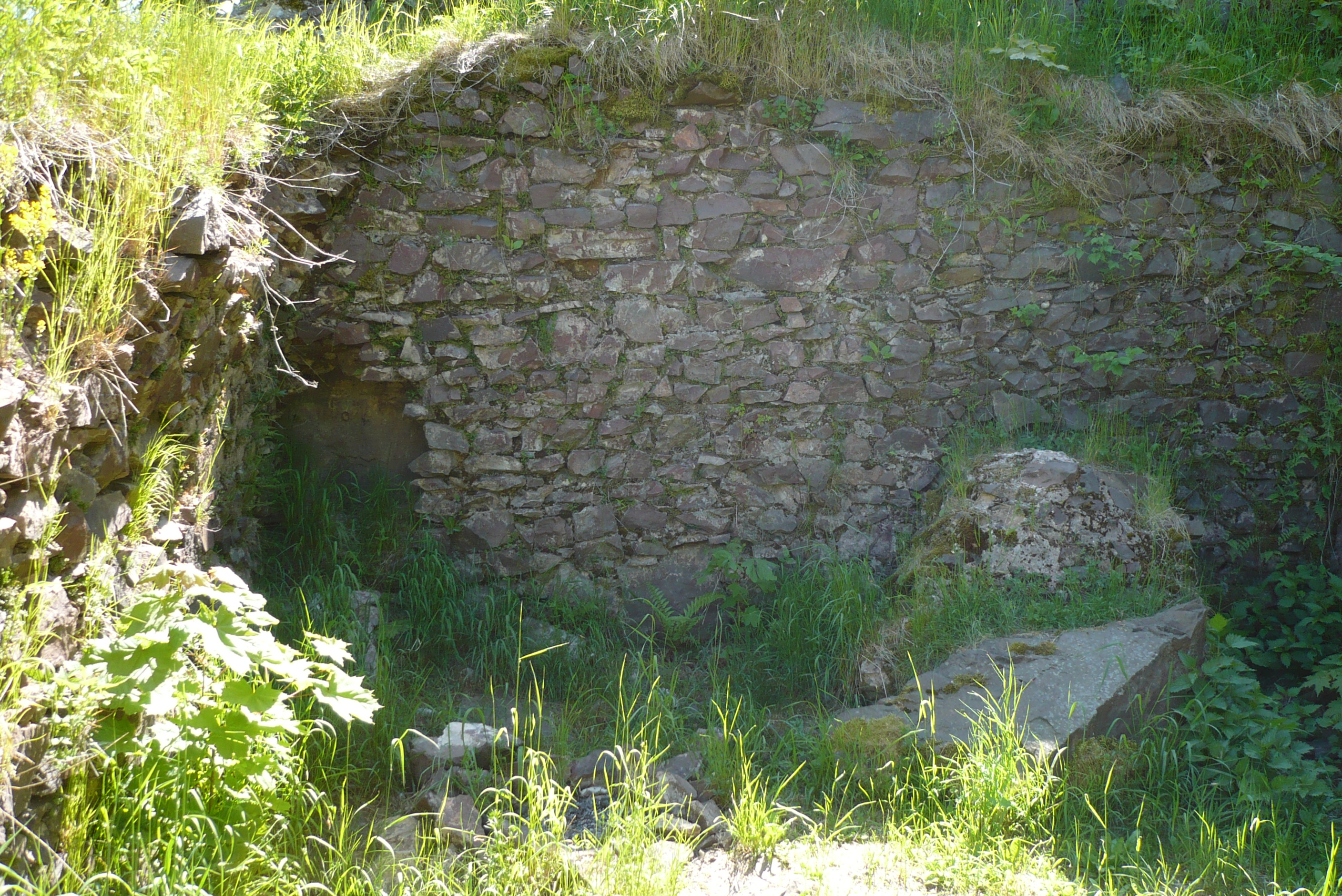
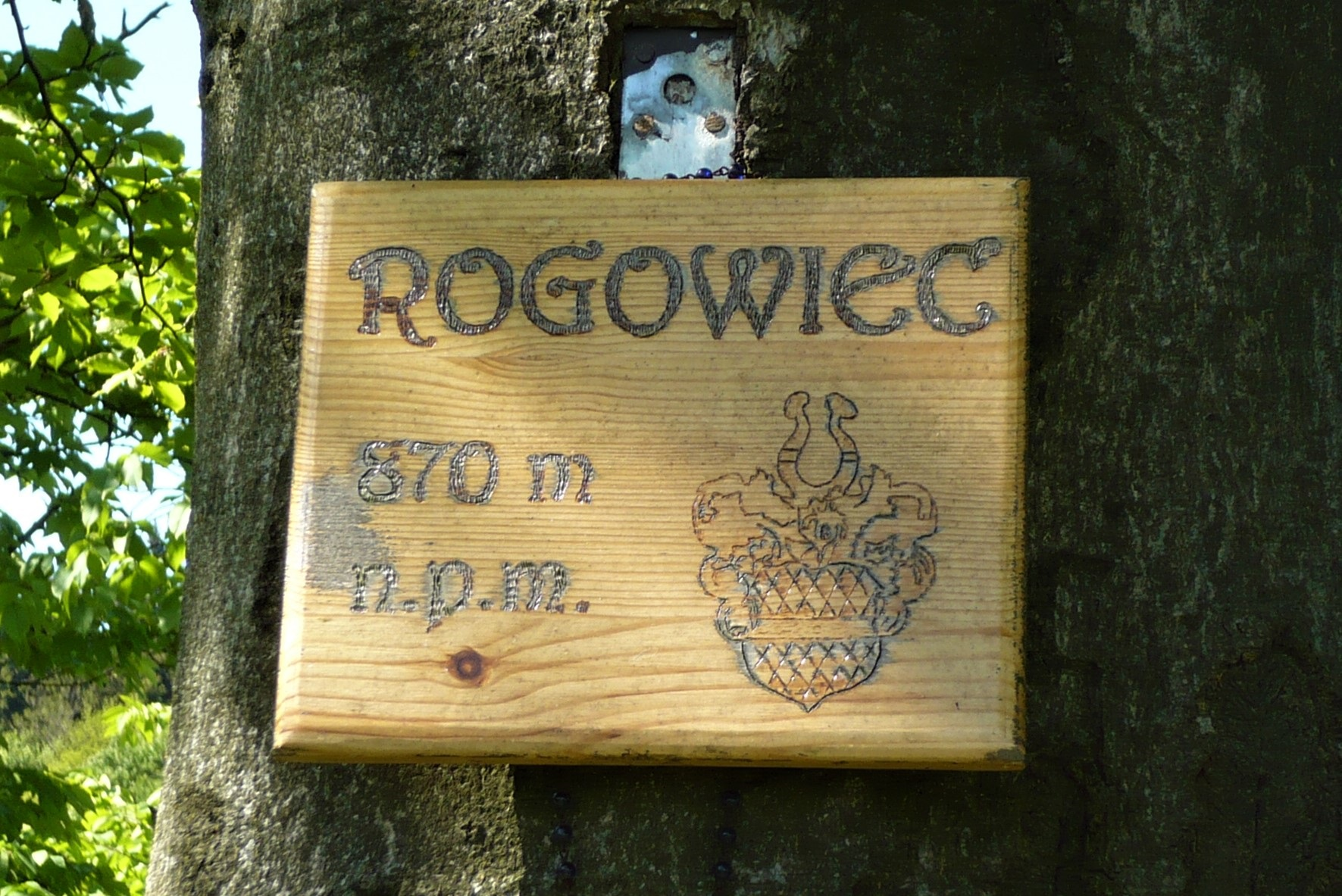
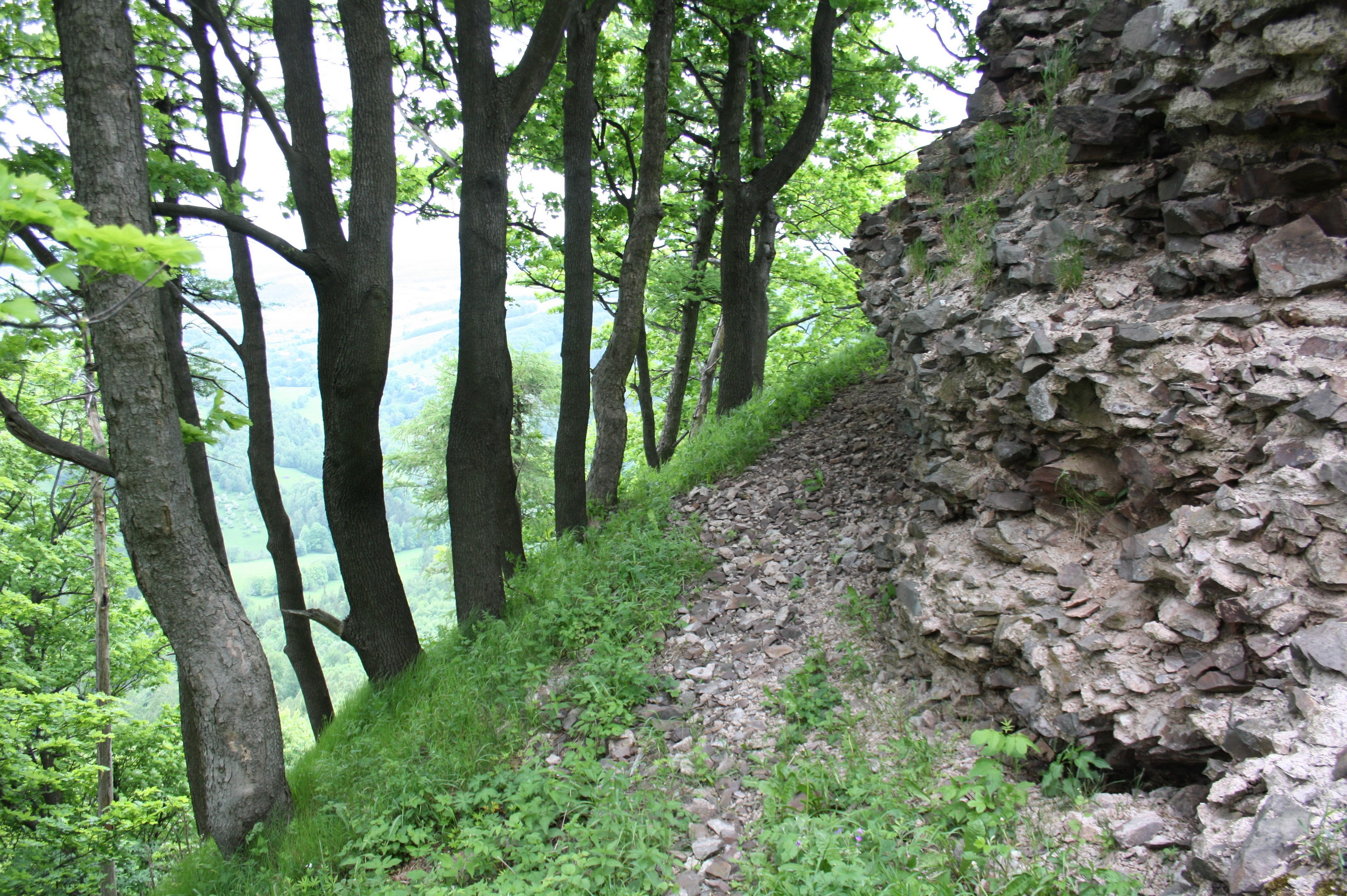
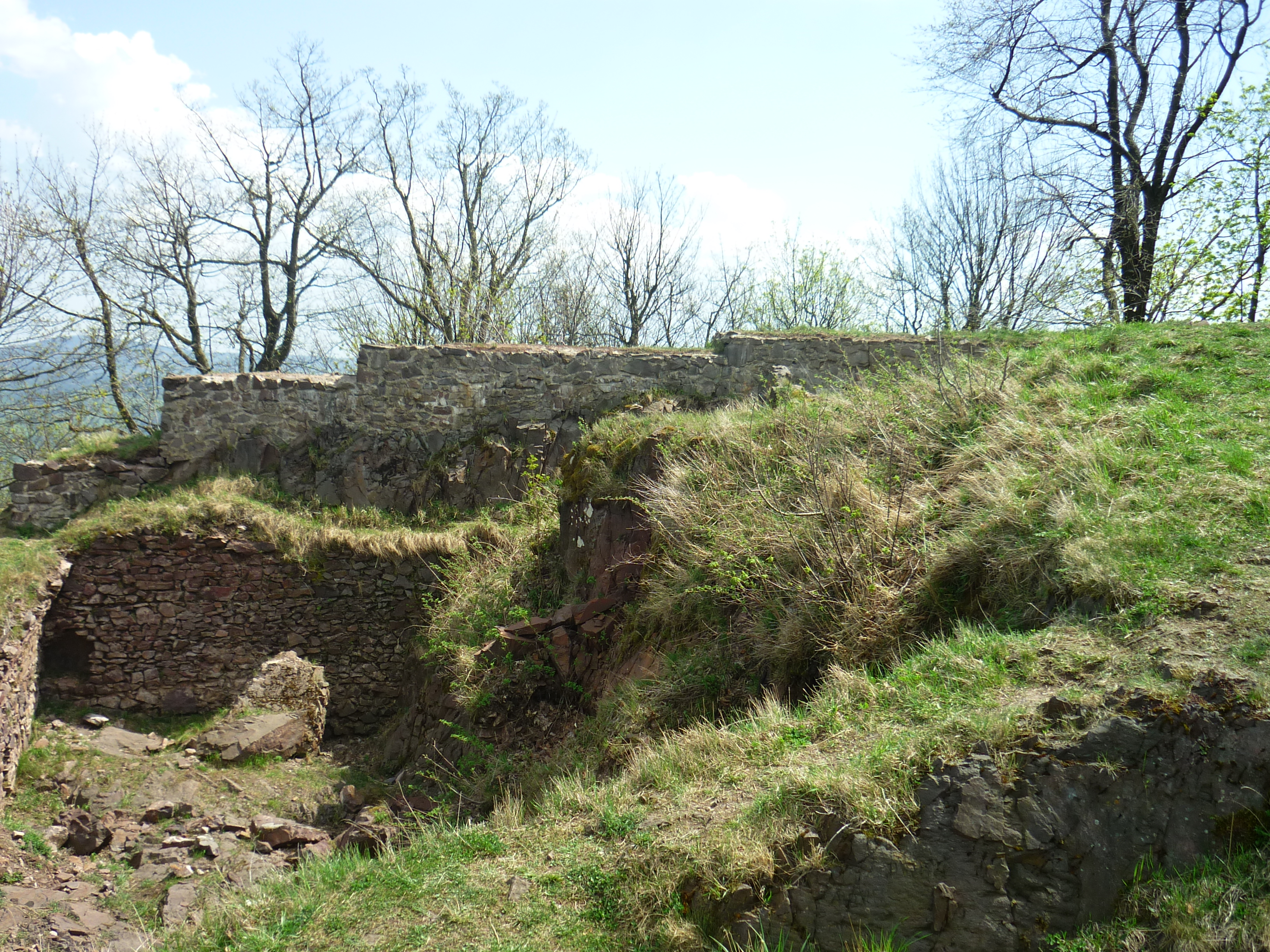
Ruiny
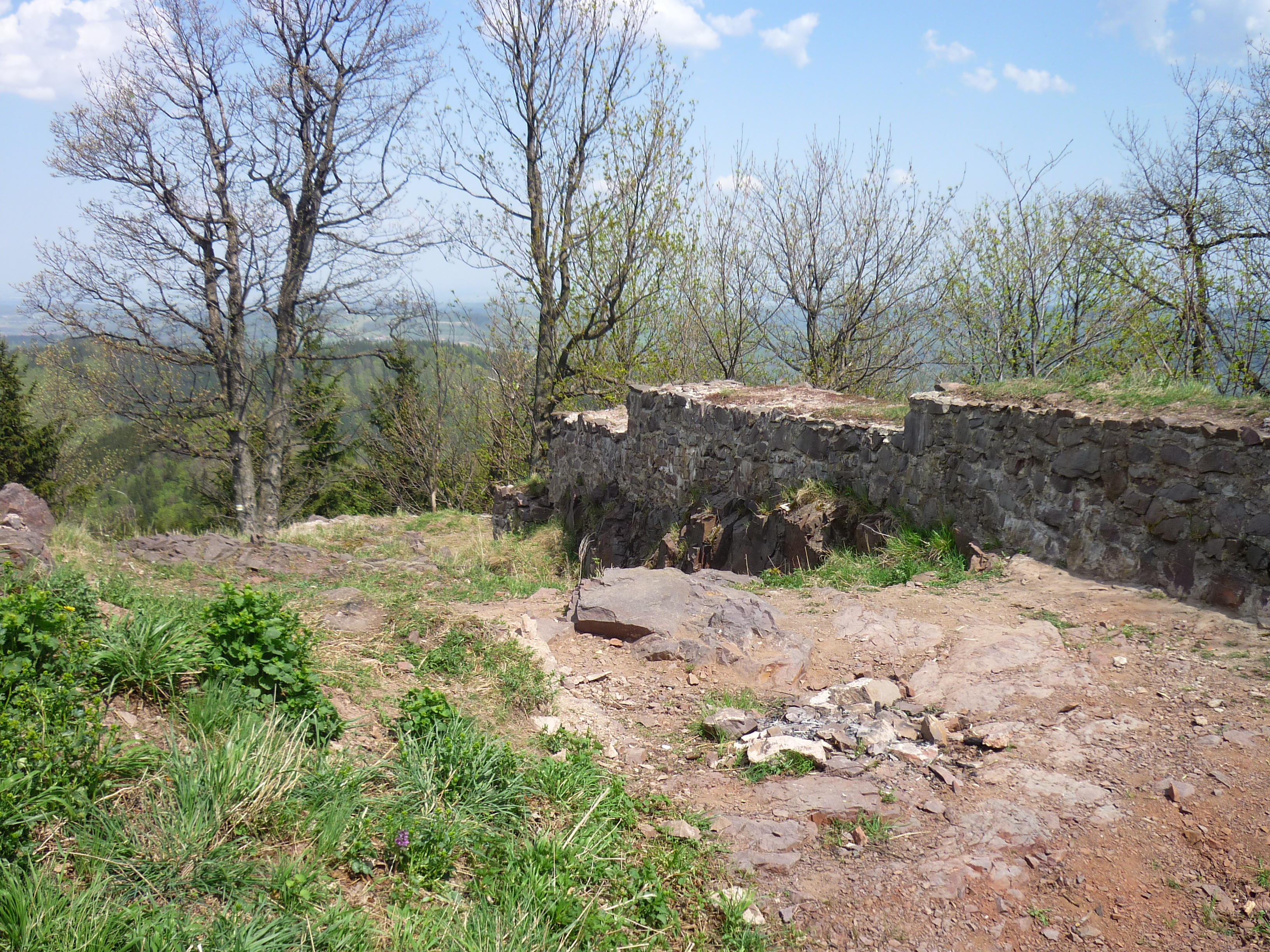
Pozostałości muru

Przez szczyt prowadzą szlaki turystyczne:
- czerwony – fragment Głównego Szlaku Sudeckiego prowadzący z Jedliny do Sokołowska i dalej.
- niebieski – prowadzący z Mieroszowa do Wałbrzycha.
- żółty – prowadzący ze schroniska Andrzejówka do Głuszycy.